# Belén de Sárraga
Belén de Sárraga Hernández (Valladolid, 10 luglio 1874 – Città del Messico, 10 settembre 1951) è stata una giornalista e attivista spagnola naturalizzata messicana, fu membro del Partito Repubblicano Federale e della massoneria nell'Ordine Le Droit Humain.
Compì tour di propaganda con prolungati soggiorni in America Latina. Fu attivista anticlericale durante la rivoluzione messicana negli anni 1910: in questa circostanza tenne conferenze in tutto il paese a favore dei governi rivoluzionari insieme con Atala Apodaca. Partecipò attivamente alla politica della Seconda Repubblica spagnola, ma dovette riparare in Messico.
A Malaga fu arrestata e condannata a due mesi e un giorno di detenzione nel 1904, per aver pronunciato un discorso contro il generale Camilo García de Polavieja alle porte dell'hotel che lo ospitava, criticando il generale per la fucilazione del poeta ed eroe dell'indipendenza delle Filippine José Rizal.

## Biografia

### La famiglia
Belén de Sárraga Hernández nacque a Valladolid, primogenita di Vicente de Sárraga, un militare liberale oriundo di Porto Rico, che era repubblicano e massone, esponente di una famiglia borghese. Nacque prima del matrimonio civile dei genitori. La madre, Felisa Hernández Urgón, era una donna di umile origine di Valladolid. Nel 1877, Vicente de Sárraga e Felisa furono uniti in un matrimonio canonico. La famiglia si trasferì a Porto Rico nel 1880 e, per consiglio del nonno, Fernando Ascensión de Sárraga y Aguayo, che era stato direttore dell'istituto magistrale di San Juan, studia magistero. Tornati in Spagna, Vicente de Sárraga e Felisa si separarono nel 1888. Solo un anno più tardi, nel 1889, la madre muore, lasciando alla nonna materna Ana Urgón l'educazione di Belén e di suo fratello Rafael. Il padre abbandona la famiglia e si risposerà nel 1891.
Belén si impegnò per aiutare economicamente la famiglia e s'introdusse lentamente nei circoli repubblicani federali, ove conobbe il suo coetaneo Emilio Ferrero Balaguer, un commerciante repubblicano e massone, con cui si trasferì a Barcellona nel 1890. Portò con sé il fratello Rafael, che fu presente alle nozze di Belén e di Emilio nel 1890 o nel 1894 secondo altre fonti che, seguendo il costume dell'epoca, aggiunse al suo il cognome del marito. Ebbero tre figli, che chiamarono Libertad, Demófilo Dantón e Víctor Volney. Belén dichiarò che aveva incontrato un “compagno di vita” e un compagno di dottrina, un'anima gemella, e anche, un mentore con il quale predicare le sue idee in conferenze e riunioni. Poco tempo dopo, Belén incominciò ad affermarsi negli ambiti dell'oratoria e della stampa, scrivendo numerosi articoli su riviste barcellonesi e madrilene.
La fama e gli atti di Belén Sárraga de Ferrero —como era conosciuta allora —, la fecero rapidamente avanzare. Studiò e si laureò in medicina all'Università di Barcellona, dove organizzò, a seguito della scomunica per la pubblicazione dell'opera Historia Natural, una protesta contro la destituzione di Odón de Buen dalla cattedra. Era anche collaboratrice della rivista spiritista La Luz del Porvenir de Barcelona. Era lettrice affezionata di Pierre-Joseph Proudhon, Michail Bakunin e Pëtr Kropotkin e si definiva figlia spirituale di Francisco Pi y Margall, Eduardo Benot e Nicolás Estévanez; Olimpia Gouges, Madame de Stäel, George Sand e Louise Michel
Per quindici anni, la fama de Belén non cadde ma il suo matrimonio vacillava, poiché il ruolo di Emilio passò a poco a poco a quello del "marito di Belén Sárraga", un fatto che minò l'ideale fraterno, laico e repubblicano che legava i due sposi. Si crede che fu questo il motivo che portò al divorzio, nel 1911: Belén ritornò allora al suo cognome da nubile.

### Attività giornalistica e politico-sociale in Spagna
Nel 1895, fondò a Valencia la Federación de Grupos Femeninos. Un anno più tardi, a Barcellona, fondò l'Asociación de Mujeres Librepensadoras, organizzazione che fu proibita dal governatore e che fu la causa della sua detenzione. Tornata a Valencia, partecipò a campagne e manifestazioni contro la monarchia e a favore dell'indipendenza cubana. Nell'agosto dello stesso anno, durante una manifestazione indipendentista, fu incarcerata. Verso la fine dell'anno, entrò nella loggia massonica Severidad. Diresse anche il giornale La Conciencia Libre.
Nel 1897 fu presidentessa dell'Asociación General Femenina en Valencia e verso la fine dell'anno fondò la Federación de Sociedades de Resistencia de la Región Española a Malaga; quest'organizzazione arrivò ad avere 30000 affiliati e 80 filiali. Mentre viveva a Madrid, nel 1898, entrò nel Centro Instructivo del Obrero, ove conobbe gli anarchici Fermín Salvochea y Álvarez e Pedro Vallina.
Un anno dopo fondò a Mahón l'Asociación de Mujeres Librepensadoras. Militò con Teresa Claramunt e Ángeles López de Ayala nel gruppo anarchico barcellonese di Gracia. Arrivò a essere vicepresidentessa del partito federale Pi y Margall, nonché membro della sua commissione nazionale nel 1938; era stata la prima donna iscritta al partito nel 1900.
In Andalusia fu attiva soprattutto fra il 1900 e il 1903 a Malaga, a Cordova e a Huelva. Nel 1900 fondò la Sociedad Progresiva Femenina di Malaga e organizzò adunate in appoggio ai condannati di Jerez, con Soledad Gustavo. Nel 1901 a Badajoz, durante una conferenza, parlò a favore dell'insegnamento laico; a marzo, rilanciò il giornale La Conciencia Libre, a Malaga, con Amalia Carvi y Areal. Nel 1902: sempre a Malaga, organizzò società operaie e contadine e società di liberi pensatori con Alejandro Lerroux e Rodrigo Soriano. A Cordova, entrò a far parte della società libertaria Los Amigos del Progreso e partecipò all'organizzazione dei sindacati operai. A Ginevra, in Svizzera, intervenne al Congresso del Libero Pensiero, in cui rappresentava più di 80 società. Nel 1903 si affiliò all'Unión Republicana. A Malaga organizzò una scuola mista a cui impartire un insegnamento razionalista e anticlericale.
Il 4 settembre 1904, a causa di un discorso contro il general Camilo García de Polavieja, fu condannata a due mesi e un giorno di detenzione; nel discorso, aveva criticato il generale per la fucilazione di José Rizal, poeta, massone ed eroe dell'indipendenza delle Filippine. Nel 1905 tenne una conferenza a Santa Cruz. Nel 1906 a Malaga fondò la Liga anticlerical, che propugnava l'eliminazione degli ordini religiosi, il matrimonio civile celebrato prima di quello religioso, la libertà di culto, l'insegnamento laico assoluto, la separazione fra Chiesa e Stato, secondo le istanze dell'anticlericalismo internazionale. Queste stesse idee saranno alla base della sua esperienza sudamericana.

### Divulgatrice delle idee anticlericali in Sudamerica
Nello stesso 1906 intervenne al XIII Congresso internazionale del libero pensiero che si svolse a Buenos Aires, in Argentina, per rappresentare la loggia massonica "Virtud de Málaga". Accanto alla divulgazione ideologica Belén de Sárraga si impegnò in questioni politiche e sociali, come la riduzione della giornata lavorativa e l'aiuto permanente agli invalidi del lavoro e alla promozione di biblioteche popolari circolari. Concepiva la religione come un male sociale, perché abituava uomini e donne a vivere con naturalezza un ruolo di servi, a cui secondo lei occorreva ribellarsi. La sottomissione della donne era nella sua concezione il risultato negativo che l'influenza della Chiesa cattolica aveva dispensato attraverso le confessioni. Nel 1907 si recò in Uruguay, dove diede vita all'Asociación de Damas Liberales. Dal 1908 a 1910 fu direttrice del giornale El Liberal de Uruguay.
Nel 1910 il Congresso internazionale femminile a cui assisteva in Argentina la nominò presidentessa onoraria. Negli anni seguenti fu in diversi paesi sudamericani divulgando idee secolari e valori laici, in aperto contrasto con i valori religiosi della Chiesa cattolica. Nel febbraio del 1913 visita il nord del Cile (Antofagasta, Iquique, Negreiros e il dipartimento di Pisagua), invitata da Luis Emilio Recabarren, per una serie di conferenze pubbliche. A seguito della sua visita, e per iniziativa della compagna di Recabarren, Teresa Flores, fu fondato il Centro Anti-Clerical Belén de Sárraga. Il giornale La Razón le pubblicò un volantino. Il giornale El Despertar de los Trabajadores del Partito Operaio Socialista fu incaricato di annunciare le sue conferenze, pubblicare articoli, difenderla contro l'attacco dei settori conservatori della società cilena e promuovere le sue idee. Inoltre, il quotidiano El Mercurio de Valparaíso l'intervistò. Fu la fonte di ispirazione per poeti come Néstor Recabarren, Salvador Barra e Máximo Silva.
Dal 1915 al 1921 visse a Buenos Aires, dove da subito entrò a far parte del Consiglio di Governo della Federazione argentina dell'Ordine massonico misto e internazionale Le Droit Humain.
In Messico era stata una prima volta nel 1912, per effettuare un giro di conferenze con l'aiuto del governo di Francisco Madero ed ebbe in seguito l'appoggio di altri presidenti messicani e particolarmente di Plutarco Elías Calles. Vi tornò nel 1921. Nel 1923 gli anticlericali messicani si organizzarono in una federazione, che riuniva dodici comitati locali. Belén de Sárraga era fra i principali promotori e organizzatori di questa Federación Anticlerical Mexicana. Dal 1925 al 1928 diresse la rivista Rumbos Nuevos, mentre lavorava come insegnante in alcune scuole laiche. Il figlio Démofilo collaborava alla stessa rivista. Nel 1926 ottenne la nazionalità messicana. Collaborò con il presidente uruguaiano José Batlle; con Felipe Carrillo Puerto, governatore dello Yucatán, e con Francisco Madero, Álvaro Obregón e Plutarco Elías Calles, presidenti messicani.
Nel 1930 fondò in Uruguay l'Asociación de Damas Liberales, e in Ecuador, la Federación Anticlerical Femenina.

### Il ritorno in Spagna
Nel 1931 dopo la proclamazione della Seconda Repubblica spagnola, tornò in Spagna. Nel 1933 fu capolista per i repubblicani federali di Malaga. Nel 1936 divenne membro della Commissione nazionale del Partito Federale Iberico. Nel 1939 in seguito alla vittoria di Francisco Franco fu in esilio in Francia e dopo il 1942, in Messico, dove collaborò con l'Ateneo Pi y Margall, luogo di riunione di anarchici e repubblicani federali fuoriusciti dalla Spagna.

### Morte
Morì di nefrite, anziana e con problemi economici, il 10 settembre 1950 a Città del Messico. Ebbe funerali secondo i riti massonici e i suoi resti furono cremati.

## Opere
Belén de Sárraga scriveva in prosa e in versi. I suoi scritti furono per lo più pubblicati in riviste libertarie come Adelante, El Amigo del Pueblo, El Obrero, El Porvenir del Obrero, La Protesta. e nel giornale del Partito Operaio Socialista del Cile, El Despertar de los Trabajadores. Altre opere stampate come libri od opuscoli sono:
- Minucias (Poesías) (Málaga, 1902)
- Congreso Universal de Librepensadores de Ginebra (Málaga, 1903)
- Conferencias sociológicas y de crítica religiosa, dadas en Santiago de Chile en enero y febrero de 1913 (Santiago (Cile), 1913)
- A través de un continente. El anticlericalismo en América (Lisboa, 1914)
- La evolución de los pueblos y las congregaciones religiosas. Conferencias (México, 1915)
- La iglesia en la política (México, 1923)
- Conferencia sustentada por la eminente oradora Belén de Sárraga el domingo 4 de mayo de 1924 en el Teatro Maxim, con motivo del Homenaje a Felipe Carrillo Puerto, organizada por la Agrupación Socialista de La Habana (México, 1924)
- La cuestión religiosa, Federación anticlerical Mexicana (México, 1926)
- La papisa Juana. Testimonio histórico contra el origen divino del Papado (Asunción, 1931)
- El vicariato divino: síntesis de la vida pontificia en sus tres más importantes aspectos: político, moral y económico. (Asunción, 1931)[3]